# Сухая Альма
Суха́я Альма́ (также Ургули, Яполах, Апаллах; укр. Суха Альма, крымскотат. Quru Alma, Къуру Алма) — маловодная река (балка) в Бахчисарайском районе Крыма, левый приток Альмы. Длина водотока — 10,0 км, площадь водосборного бассейна — 30,0 км², уклон русла — 31,3 м/км, среднегодовой расход воды 0,051 м³/с, падение реки 1032 м. З. В. Тимченко, в работе «Расчёт характеристик изменчивости годового стока рек западной части Южного берега Крыма и северо-западных склонов Главной гряды Крымских гор» приводит, при отсутствии гидрометрических наблюдений, величину уклона реки 79 м на км. В сборнике «Крымское государственное заповедно-охотничье хозяйство им. В. В. Куйбышева» 1963 года у Сухой Альмы записаны длина реки 13,0 км, площадь бассейна 30,2 км², высота истока 620 м, устья — 355 м, уклон реки 20 м/км².

## География
Исток реки расположен на западных склонах Бабуган-яйлы, в отложениях Триасового периода, на территории Крымского заповедника. Начинается Сухая Альма долиной Ургули, пролегает, общим направлением, на северо-запад. Николай Васильевич Рухлов отмечал, что русло большую часть года безводно, наполняясь только после дождей и при таянии снегов. Описывается источник «Чипачаус», в 1 версте от устья и дававший в дождливый период 1365 вёдер в сутки. Также Рухловым употребляется, как основное, название реки «Апаллах». У реки, согласно справочнику «Поверхностные водные объекты Крыма», 2 безымянных притока длиной менее 5 километров, при этом на картах подписаны левые притоки — балка Пеникер (питаемая родником Темир-чокрак, или Темир-Ат-Чокрак) и овраг Чюпче. Сухая Альма впадает в Альму в урочище Князева поляна, в 62,0 километрах от устья. Водоохранная зона реки установлена в 50 м.